# Женщины на Мальдивах

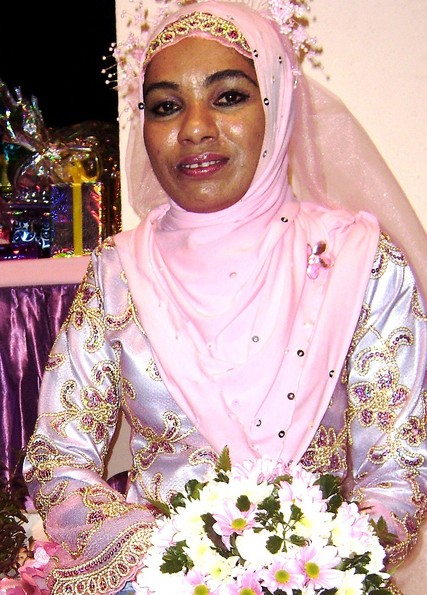
Женщина народа дивехи, выходящая замуж.

На островах Мальдивского архипелага женщины традиционно пользуются высоким общественным статусом. В общественных местах (например, на стадионах и в мечетях) женщинам принято располагаться отдельно от мужчин. Большинство женщин носят чадру и хиджаб, что связывают с общим усилением мусульманского консерватизма в последние десятилетия. Женщины, отказывающиеся это делать, часто подвергаются публичному осуждению и психологическому давлению.
При замужестве женщины не принимают фамилию мужа, а сохраняют девичью. Право наследования распространяется на оба пола.
Несмотря на то, что ислам разрешает мужчинам иметь до четырёх жён, бо́льшая часть браков на Мальдивах моногамна. Разводы разрешены, причём инициатором развода может выступать женщина.
Наиболее значительную роль представительницы женского пола играют в семье и в общественной жизни. Активное участие женщин в политике в период средневековья (об этом говорит, в частности, тот факт, что за всю историю Мальдив ими правили не только султаны, но и султанши) способствовало формированию представлений о том, что в древности на территории Мальдивского архипелага существовал матриархат.
Однако и в настоящее время женщины занимают сильные позиции в администрации и бизнесе. В школах наблюдается примерно равное соотношение мальчиков и девочек.